# High-Z Supernova Search Team
Das High-Z Supernova Search Team  (High-Z SN Search, High-Z SS) war eine internationale Kollaboration unter Leitung von Brian P. Schmidt, die aufgrund der Kartierung von Supernovae vom Typ I 1998 die beschleunigte Expansion des Universums entdeckte, wie auch unabhängig ein zweites Team, das Supernova Cosmology Project unter Saul Perlmutter. Die Entdeckung war einer der größten Erfolge in der Kosmologie und wurde 2011  mit Nobelpreisen in Physik an Schmidt, Adam Riess und Perlmutter geehrt und mit vielen weiteren Preisen. Das high Z spielt auf die hohe Rotverschiebung an bei der Beobachtung entfernter Supernovae.
Das Team wurde 1994 von Schmidt, damals Post-Doktorand an der Harvard University, und dem Astronomen Nicholas B. Suntzeff am Cerro Tololo Inter-American Observatory (CTIO) in Chile gegründet. Gründungsmitglieder des Teams waren auch R. Chris Smith, Robert Schommer, Mark M. Phillips, Mario Hamuy, Roberto Aviles, Jose Maza, Adam Riess, Robert Kirshner, Jason Spiromilio und Bruno Leibundgut. 1995 wurde Schmidt als Leiter des Teams gewählt (damals am Mount Stromlo Observatory der Australian National University). Insgesamt waren rund 20 Astronomen aus den USA, Europa, Australien und Chile beteiligt. Neben dem Victor M. Blanco Teleskop am CTIO zur Entdeckung der Supernovae wurden hauptsächlich die Teleskope des Keck Observatory und des European Southern Observatory für die spektroskopische Bestimmung der Rotverschiebung benutzt.

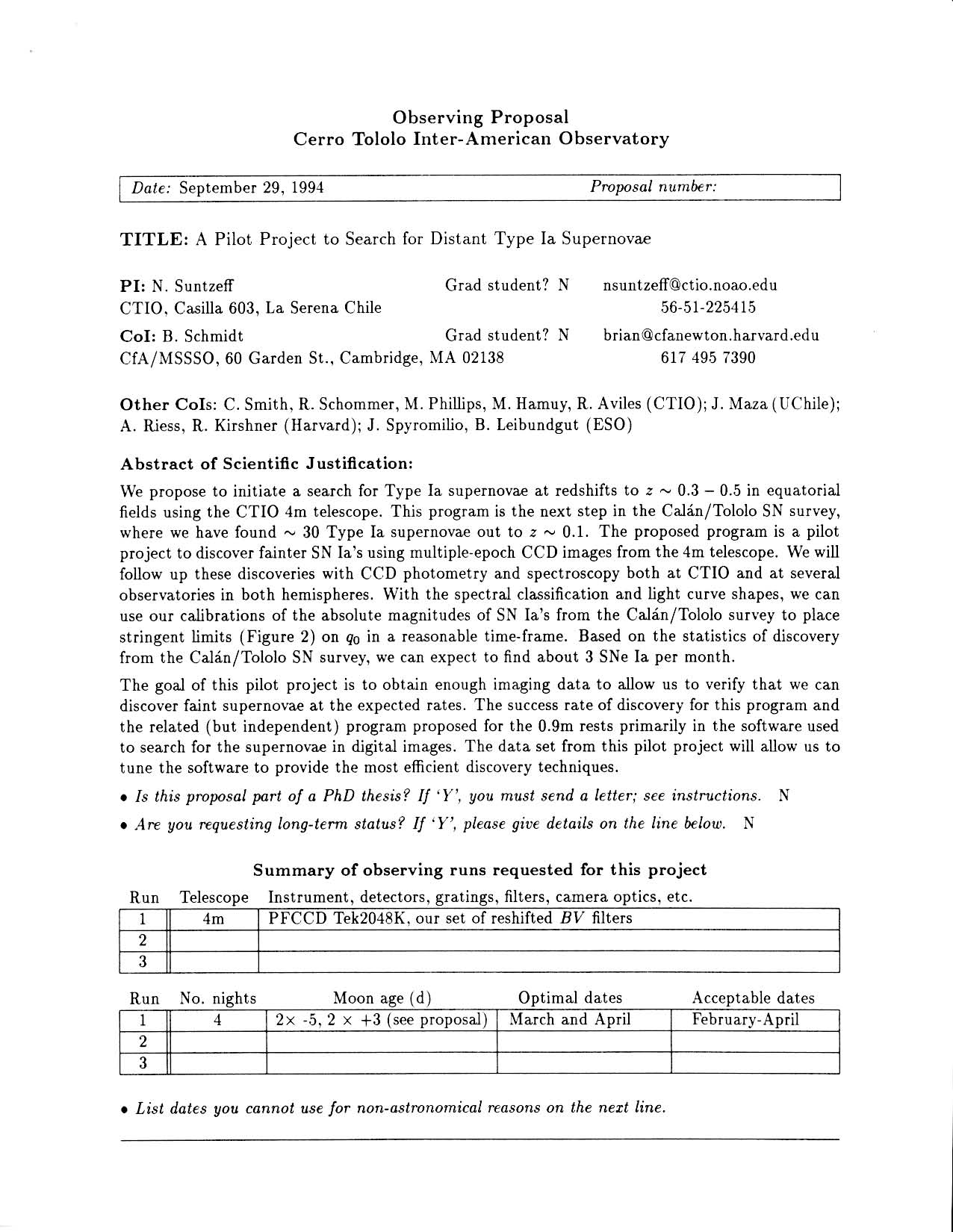
Ursprünglicher Vorschlag des Teams für Beobachtungszeit am Cerro Tolo 1994

Das Team oder Mitglieder des Teams erhielten für die Entdeckung neben dem Nobelpreis die Preise:
- Breakthrough of the Year 1998 (Team)
- Shaw Prize 2006 (Riess, Schmidt)
- Gruber-Preis für Kosmologie 2007 (Schmidt, Team)
- Albert-Einstein-Medaille 2011 (Riess)
- Wolf-Preis in Physik 2015 (Kirshner)
- Breakthrough Prize in Fundamental Physics 2015 (Schmidt, Riess, Team)

Aus dem Projekt ging das Projekt ESSENCE von Christopher Stubbs (Harvard University) und das Higher-Z Team von Adam Riess (Johns Hopkins University, Space Telescope Science Institute) hervor.

## Mitglieder
- Mount Stromlo Observatory und Australian National University
  - Brian P. Schmidt
- CTIO
  - Nicholas Suntzeff
  - Robert Schommer
  - R. Chris Smith
  - Mario Hamuy (1994–1997)
- Las Campanas Observatory
  - Mark M. Phillips (1994–2000)
- Pontificia Universidad Católica de Chile
  - Alejandro Clocchiatti (ab 1996)
- Universidad de Chile
  - Jose Maza (1994–1997)
- European Southern Observatory
  - Bruno Leibundgut
  - Jason Spyromilio
- University of Hawaii
  - John L. Tonry (ab 1996)
- University of California, Berkeley
  - Alexei Filippenko (ab 1996)
  - Weidong Li (ab 1999)
- Space Telescope Science Institute
  - Adam Riess
  - Ron Gilliland (1996–2000)
- University of Washington
  - Christopher Stubbs (ab 1995)
  - Craig Hogan (ab 1995)
  - David Reiss (1995–1999)
  - Alan Diercks (1995–1999)
- Harvard University
  - Christopher Stubbs (ab 2003)
  - Robert Kirshner
  - Thomas Matheson (ab 1999)
  - Saurabh Jha (ab 1997)
  - Peter Challis
- University of Notre Dame
  - Peter Garnavich
  - Stephen Holland (ab 2000)

## Schriften
- Brian Schmidt, Adam Riess, Alexei Filippenko, Robert Kirshner und anderen (High-Z Supernova Search Team): Observational evidence from supernovae for an accelerating universe and a cosmological constant, Astron.J., Band 116, 1998, S. 1009–1038, Arxiv